# Moafia
|  | Denne artikel er oprettet af botten PalnaBot ud fra en ekstern database. Den kan derfor have sproglige fejl eller mangler. Denne skabelon kan fjernes efter kontrol af indholdet. |

Moafia er en film instrueret af Kirstine Mose.

## Handling
Sydafrikansk teenage-trans-doku-drama! 17årige Moafia er hovedrollen af dette dokudrama, hvor to ivrige europæere, Kirstine og Anne Louise, stille alle de spørgsmål du ikke vil stilles, hvis du er 17 år og drag i en township uden for Cape Town.